# Dolno Paltchichté
Dolno Paltchichté (en macédonien Долно Палчиште ; en albanais Pallçishti i Poshtëm) est un village du nord-ouest de la Macédoine du Nord, situé dans la municipalité de Bogovinyé. Le village comptait 3345 habitants en 2002. Il est majoritairement albanais.

## Démographie
Lors du recensement de 2002, le village comptait :
- Albanais : 3 302
- Macédoniens : 24
- Autres : 19